# Greg Feith
Gregory Allen Feith más conocido como Greg Feith es un ex investigador de seguridad aérea estadounidense de la Junta Nacional de Seguridad en el Transporte (NTSB). Actualmente trabaja como consultor en asuntos de seguridad y protección de la aviación en el sector privado, y como experto en aviación para la NBC y MSNBC. También se desempeña como asesor técnico en varios programas de televisión como Mayday: Catástrofes Aéreas, Segundos Catastróficos y Why Planes Crash.

## Carrera profesional
Feith obtuvo su Licenciatura en Ciencias en Estudios Aeronáuticos de la Universidad Aeronáutica Embry-Riddle en Daytona Beach, Florida, donde permanece actualmente en la facultad. Al principio de su carrera, Feith fue el representante acreditado de los Estados Unidos. Y líder de equipo de seis investigadores estadounidenses que escalaron el monte Illimani a una altura de 20,098 pies en 1985, para realizar el examen de los restos en el lugar del Vuelo 980 de Eastern Airlines, un Boeing 727. Fue el investigador a cargo del "Go-Team" de la NTSB de 1993 a 2001. En 2014, Feith fue seleccionado como una "Leyenda viviente de la aviación". 

Feith es piloto, posee y vuela su propio Piper PA-24 Comanche.
Desde 2020, es el anfitrión del podcast Flight Safety Detectives, junto con su amigo y exmiembro de la NTSB, John Goglia.

## Investigaciones notables
- Vuelo 243 de Aloha Airlines
- Vuelo 1420 de American Airlines
- Vuelo 103 de Pan Am
- Vuelo 4184 de American Eagle
- Vuelo 9 de British Airways
- Vuelo 980 de Eastern Airlines
- Vuelo 801 de Korean Air
- Vuelo 185 de SilkAir
- Vuelo 111 de Swissair
- Vuelo 1016 de USAir
- Vuelo 592 de ValuJet
- Vuelo 17 de Emery Worldwide
- Vuelo 808 de American International Airways
- Vuelo 1354 de UPS Airlines

## Premios
- 1996: Premio Laurel de la Semana de la Aviación y la Revista de Tecnología Espacial por "Operaciones sobresalientes" por su liderazgo durante la realización de la investigación del Vuelo 592 de ValuJet en los Everglades de Florida.
- 2001: Premio al alumno distinguido de la Universidad Aeronáutica Embry-Riddle
- 2003: Asociación SAFE, Premio Michael R. Grost
- 2014: seleccionado como una leyenda viviente de la aviación en la 13.ª edición anual de los premios Living Legends of Aviation Awards.